# Maria Antònia Sureda Martí
Maria Antònia Sureda Martí (n. 1975, Artà) és una política balear, diputada al Parlament de les Illes Balears en la VII, IX i X legislatura.
Llicenciada en magisteri. Militant d'Unió Mallorquina, fou escollida regidora de l'ajuntament d'Artà a les eleccions municipals espanyoles de 2003, 2007, 2011, 2015 i 2019.

## Càrrecs supramunicipals
De març de 2010 a març de 2011 fou breument diputada al Parlament de les Illes Balears en substituir la cap del seu partit Maria Antònia Munar Riutort, que havia dimitit.
A la vuitena legislatura de les Illes Balears, es presentà de número 2 a les llistes insulars del Consell de Mallorca per Convergència per les Illes, però no obtingueren representació.
Després es va integrar en la coalició Proposta per les Illes, més coneguda com El PI, amb la que va resultar escollida diputada per Mallorca a les eleccions al Parlament de les Illes Balears de 2015. Fou portaveu suplent del seu grup parlamentari.
A la desena legislatura, anà en quarta posició al Parlament i no entrà com a conseqüència electoral, ja que El Pi mantingué tres diputats. Però la dimissió del partit i com a diputat de Jaume Font Barceló, ocasionà la seva entrada novament com a diputada i portaveu adjunta d'El Pi al març de 2020.

## Ajuntament d'Artà
Al 2003, es presentà com a número 3 per UM i entrà com a nova regidora. Començà a l'oposició del govern UIA-EU/EV, però al 2004 després de la renuncia a la batlia d'UIA, UM accedeix al govern local amb un tripartit (UM, PSOE i EU-EV) i Sureda és nomenada tercera tinenta de batle i regidora de Festes.
Al 2007 amb el pacte local UM-PSOE, el batle Rafel Gili l'anomenà tercera tinenta de batle i regidora d'Educació.
Al 2011 tornà ser regidora electe, en aquesta ocasió ja com a Convergència per les Illes. Al ple d'investidura, es formà govern entre UIA i IV, per tant quedà a l'oposició. Però al setembre, CxI entrà a l'equip de govern i Maria Antònia Sureda fou nomenada quarta tinenta de batle i regidora de Sanitat i Serveis Socials. Al febrer de 2013 per la destitució del regidor d'IV, es varen reasignar les tinences de batlia i Sureda fou tercera tinenta.
A la legislatura 2015-2019, amb pacte entre El Pi-PSOE-Alternativa per Artà, fou nomenada Regidora de Relacions Institucionals i Educació de l'Ajuntament d'Artà.
A la 2019-2023, es va reeditar el pacte i fou nomenada primera tinenta de batle i regidora de Promoció Econòmica, Fires i Mercats.